# Natalia Gheorghiu
Natalia Gheorghiu (n. 29 noiembrie 1914, gubernia Basarabia, Imperiul Rus – d. 4 februarie 2001, Chișinău, Republica Moldova) a fost un chirurg pediatru moldovean și sovietic, profesor și doctor în științe medicale. Este considerată a fi pionierul chirurgiei pediatrice din Moldova.

## Educație
Este originară din Bender (Tighina). S-a născut în satul Lesnoe, actualmente comuna Manzâr din raionul Tarutino, regiunea Odesa, Ucraina, la graniță cu Republica Moldova.
A absolvit Facultatea de Medicină a Universității din București în 1940. În studenție, a lucrat ca extern, apoi intern și în sfârșit secundar la câteva clinici din București. Imediat după finisarea studiilor s-a întors la Chișinău, unde a început o carieră în chirurgie pediatrică. La Chișinău a mai făcut o facultate, la Institutul de Medicină, actualmente Universitate de Stat de Medicină și Farmacie „Nicolae Testemițanu”. Aici a devenit doctor habilitat în științe medicale și profesor universitar, timp de 55 de ani (mai 1946–februarie 2001) fiind activă în catedrele de chirurgie ale instituției.
Și-a prezentat teza de doctor în științe medicale în 1949, iar pe cea de doctor habilitat în științe medicale în 1954. Pe ambele le-a susținut cu calificativul „excelent”.

## Carieră

### În medicină
După absolvirea facultății, la începutul anilor 1940, s-a angajat în calitate de medic de familie, iar în timpul celui de-al doilea război mondial a lucrat în calitate de chirurg militar. La scurt timp după război a început să lucreze la Universitatea de Medicină, specializată pe chirurgie pediatrică. În 1957, Gheorghiu a fost numită șef al Catedrei de chirurgie pediatrică, pe care a condus-o până la pensionare în 1986. A rămas la catedră în calitate de profesor până în februarie 2001. A instruit 52 de promoții de studenți.
La inițiativa sa, în 1957, la Spitalul Republican pentru Copii s-a deschis, în premieră, o secție de chirurgie pediatrică. Câțiva ani mai târziu, a contribuit la înființarea Centrului chirurgical pediatric, care în prezent este numit în onoarea sa. A fost profesor la Universitatea de Medicină și Farmacie din Chișinău și a scris peste 250 de lucrări de metodologie chirurgicală, dermatoplastie și tehnici de imagistică în chirurgia pediatrică. A condus Societatea Chirurgicală din Moldova.
A avut o contribuție determinantă în diversificarea chirurgiei abdominale a nou-născuților, și anume în chirurgia tubului digestiv (preponderent chirurgia colonului și a regiunii ano-rectale), a ficatului, căilor biliare, tumorilor mediastinale și retroperitoneale, chirurgia toracică, urologică, plastică, în domeniile ortopediei și traumatologiei, combustiologiei, anesteziologiei și terapiei intensive, hemodializei etc. Printre metodele introduse de ea în practica chirurgicală se numără metoda de demoplastie, radiometrul diferențial pentru diagnostic în medicină, perefratorul special și altele.

### Activitate științifică
Natalia Gheorghiu a fost membru corespondent al Academiei de Științe Medicinale a URSS și al Academiei de Științe a Moldovei, cât și a Asociația Internaționale de Chirurgie și a Societății Chirurgicale din Tadjikistan. A instruit 6 profesori universitari, 15 conferențiari și 20 de doctori în științe medicale. Este autoarea a 650 de lucrări științifice, 6 monografii, 5 culegeri tematice și două brevete.

## Premii și recunoaștere

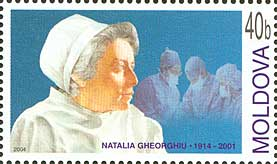
Timbru moldovenesc cu imaginea Nataliei Gheorghiu, emis în 2004

A fost decorată cu 4 ordine și 11 medalii, printre care Ordinul Drapelul Roșu al Muncii, Ordinul Prietenia Popoarelor, Ordinul Republicii (conferit de Mircea Snegur în 1995) și Medalia Comitetului Internațional pentru Apărarea Păcii. A fost Om Emerit în Științe și Medic Emerit. A fost cetățean de onoare al Chișinăului din 1977.
În capitala Republicii Moldova, în onoarea sa a fost numită o stradă din centrul orașului (strada Academician Natalia Gheorghiu) și un liceu din sectorul Rîșcani, fosta școală medie rusă nr. 14 (Liceul teoretic „Natalia Gheorghiu”). Pe un perete al casei de pe strada Florilor în care locuia a fost instalat un basorelief comemorativ. În fața Centrului Național Științifico-Practic de Chirurgie Pediatrică Academician „Natalia Gheorghiu” este instalat un bust de bronz care o înfățișează. De asemenea, un bust al ei este instalat pe Aleea savanților și medicilor iluștri din preajma Blocului didactic nr. 1 „Leonid Cobâleanschi” al Universității de Stat de Medicină.
În noiembrie 2004, la Chișinău a fost creată Asociația de Chirurgie Pediatrică, numită în memoria academicianului Natalia Gheorghiu. La 30 aprilie 2004, cu ocazia aniversării a 90 de ani de la nașterea chirurgului, Poșta Moldovei a emis un timbru (Michel nr. 485) cu portretul său.

## Viață personală
Natalia Gheorghiu nu a fost căsătorită. A avut un fiu adoptiv, Vasile Gheorghiu. A fost prietenă cu interpreta Tamara Ciobanu.